# 사카에구
사카에구(일본어: 栄区)는 일본 가나가와현 요코하마시를 구성하는 18개 구 중 하나이다.

## 지리
요코하마시의 남쪽에 위치한다. 북쪽으로 고난구, 도쓰카구, 이소고구, 동쪽으로 가나자와구와 접하고 남쪽으로 가마쿠라시와 접한다. 이타치강과 가시오강이 사카에구를 통과해 흐른다.

## 역사
사카에구의 역사는 고대 시대로 거슬러 올라가며 특히 가마쿠라 시대와 관련이 있다. 이곳은 막부의 군사 정책에 있어 중요한 역할을 했다. 가마쿠라 시대의 많은 역사적인 장소들이 남아 있다.

## 산업
많은 큰 정밀 공업 기계 공장들이 사카에 구에 위치한다. FANCL, 스미모토 전기공업, 니콘의 공장이 이곳에 있다.

## 교통

### 철도
- 동일본 여객철도 네기시선

### 도로
- 수도권 중앙 연락 자동차도